# Lacon discoidea
Lacon discoidea là một loài bọ cánh cứng trong họ Elateridae. Loài này được Weber miêu tả khoa học năm 1801.